# Autogolpe de Estado en Guatemala de 1993
Se conoce como Serranazo o autogolpe, al suceso perpetrado el martes 25 de mayo de 1993 por Jorge Antonio Serrano Elías, entonces presidente constitucional de Guatemala y que terminó con su posterior destitución e inhabilitación de su vicepresidente Gustavo Espina para sucederlo, por parte de la Corte de Constitucionalidad y el Congreso de la República.
Entre los hechos de este episodio se cuentan la disolución del Congreso, de la Corte Suprema de Justicia y la Corte de Constitucionalidad, también pidió al Tribunal Supremo Electoral convocar a elecciones para elegir a «diputados idóneos» y propuso nombres de juristas para la Corte Suprema de Justicia. Al cabo de doce días, las instituciones del país reinstauraron la institucionalidad designando presidente al entonces procurador de los Derechos Humanos, Ramiro de León Carpio. Debido a la corta duración del régimen de facto, algunos hablan del "Serranazo" como un fracasado autogolpe de estado.

## Antecedentes
En el año 1993 Guatemala participaba de una joven democracia de siete años, debilitada continuamente por frecuentes acontecimientos de violencia y corrupción. Las primeras manifestaciones masivas de descontento popular se mostraron en marzo como protestas en contra de incrementos a los precios de la energía y el transporte. La situación escaló posteriormente de cara a la férrea oposición del sector estudiantil público del nivel medio, que veía un proyecto de uniforme estudiantil como señal de militarización, en combinación con una oferta de transporte público gratuito a la que daba poca credibilidad. Al 12 de mayo, el estudiante de 17 años Abner Adiel Hernández fue asesinado en una violenta protesta frente al Congreso, como se comprobó en video, por la seguridad personal de un diputado.
El descontento público continuó creciendo llevando a un paro general convocado para mediados del mes de mayo. Al mismo tiempo, una ola intensa de intimidaciones acosó al país, en la cual un catedrático universitario fue asesinado a balazos, tres estudiantes fueron secuestrados en la vía pública y los cadáveres de personas asesinadas al azar aparecían sin orejas. Finalmente, una moción de la Alianza Cívica ante la Contraloría General de Cuentas para investigar las finanzas de Serrano, quien se había hecho de lujosas propiedades en su corto tiempo de mandatario, fue la última acción de la agitación ciudadana. El día posterior a este hecho, la radio nacional anunciaba el decreto de golpe de Estado, que fue declarado inconstitucional en días posteriores por la Corte de Constitucionalidad de Guatemala

## Anuncio y caída
Entre las medidas anunciadas en cadena nacional se mencionaron, mediante el Decreto 1-93. Disolvía el Congreso de la República, Corte de Constitucionalidad y Corte Suprema de Justicia, destituyendo además, al procurador general de la Nación y jefe del Ministerio Público, y solicitaba al Tribunal Supremo Electoral a convocar, en 60 días, una Asamblea Nacional Constituyente. La suspensión de más de cuarenta derechos constitucionales, así como de las Leyes de Amparo, Exhibición Personal y de Constitucionalidad y de la Ley Electoral y de Partidos Políticos. Desde la temprana mañana, las casas del procurador de los Derechos Humanos, del presidente del Tribunal Supremo Electoral y del presidente del Congreso fueron rodeadas por cordón policial. Asimismo, las reuniones de más de tres personas fueron declaradas prohibidas si estas no contaban con autorización. El Ejército fue desplegado controlando con tanques las entradas a la Ciudad de Guatemala y a la Universidad de San Carlos. En la semana posterior al golpe, centenas de jóvenes fueron reclutados a la fuerza.
No obstante, la Corte de Constitucionalidad, presidida por Epaminondas González Dubón decretó el mismo día ilegítimas e inconstitucionales las disposiciones de las denominadas Normas Temporales de Gobierno. Igualmente el Tribunal Supremo Electoral, presidido por Arturo Herbruger Asturias, descartó la orden de Serrano de convocar inmediatamente a elecciones legislativas. La Prensa independiente, en sus inicios censurada, logró sacar clandestinamente algunos ejemplares por la tarde del 26 de mayo, los cuales luego fueron reproducidos y distribuidos en el país. En el diario Prensa Libre, el procurador de los Derechos Humanos, que había escapado de la policía por el techo de su casa, declaraba:

"Quizás sea el primer Procurador de los Derechos Humanos que trabaje en la clandestinidad, pero soy un defensor de la Constitución y del sistema democrático. No puedo menos que luchar, junto con los diferentes sectores sociales, por el retorno inmediato a la constitucionalidad. La sociedad tiene derecho a la resistencia, a unirse y a pedir explicaciones sobre una disposición absurda e ilegal. El Presidente Serrano ha cometido delitos en contra de la Constitución y al volver al orden constitucional, lo lógico es que se le lleve a juicio."

Seguidamente, la población careciendo aún de garantías constitucionales y la comunidad internacional intensificaron las protestas, y el respaldo del Ejército de Guatemala se fue desvaneciendo, hasta que siete días después del golpe, Jorge Serrano Elías huyó del país con destino a Panamá.  El entonces Vicepresidente Gustavo Espina Salguero tomó posesión del cargo por tres días, hasta que el 5 de junio el Congreso eligió a Ramiro de León Carpio como nuevo Presidente de la República y el 6 de junio, de León Carpio asumió como nuevo presidente de la República.